# Franko Škugor
Franko Škugor, hrvaški tenisač * 20. september 1987 Šibenik, SR Hrvaška, SFRJ.
Igral na turneji ATP Challenger, specializiran pa je tudi za dvojice. Najbolj znan je po zelo močnem servisu do 230 km / h (143 mph), skupaj z zelo močnimi tlaki. Skupaj s svojim soigralcem dvojic, hrvaškim profesionalnim teniškim igralcem Nikolo Mektićem je na prvenstvu Wimbledona 2017 prišel do polfinala.